# 273273 Piwowarski
273273 Piwowarski este un asteroid din centura principală de asteroizi.

## Descriere
273273 Piwowarski este un asteroid din centura principală de asteroizi. A fost descoperit pe 24 iulie 2006 la Winterthour de Markus Griesser. Asteroidul prezintă o orbită caracterizată de o semiaxă mare de 3,18 ua, o excentricitate de 0,36 și o înclinație de 30,6° în raport cu ecliptica.